# Riu Pegu
El riu Pegu és un curs fluvial de Birmània que neix al districte de Pegu a la part nord-oest a les muntanyes Pegu (Pegu Yoma) i corre al sud-est durant 200 km i després al sud-oest, fins a desaiguar al riu Rangoon a l'est de la ciutat de Yangon a 290 km del seu naixement. Passa per la ciutat de Pegu (Bago). Més avall de Bago el riu connecta amb el Sittang per un canal. El riu al desaiguar separa la part oriental de Yangon de Syriam. És navegable en temps de pluges però només per vaixells de poca càrrega.